# Yaylakavak-Talsperre
Die Yaylakavak-Talsperre (türkisch Yaylakavak Barajı) befindet sich nordwestlich von Karpuzlu in der südwesttürkischen Provinz Aydın am Flusslauf des Kocaçay, einem Zufluss des Çine Çayı.
Die Yaylakavak-Talsperre wurde in den Jahren 1991–1997 als Steinschüttdamm mit Lehmkern erbaut.
Sie wird von der staatlichen Wasserbehörde DSİ betrieben und dient der Bewässerung einer Fläche von 2322 ha.
Der Staudamm hat eine Höhe von 71 m und besitzt ein Volumen von 5,27 Mio. m³. 
Der zugehörige Stausee bedeckt eine Fläche von einem Quadratkilometer und besitzt ein Speichervolumen von 31,4 Mio. m³.